# L'Espace vide
L'Espace vide est un essai sur l'art du théâtre publié par le metteur en scène et théoricien Peter Brook en 1968 à partir d'une série de conférences.

## Genèse
Ce texte est issu d'une série de quatre conférences qu'il a menées dans les universités de Manchester, Keele, Hull et Sheffield. Ces conférences devaient lui servir à payer son voyage en Afghanistan avec sa troupe.

## Théorie
Dans son ouvrage, Peter Brook développe sa théorie en séparant le théâtre en quatre partie distinctes qu'il traite dans quatre chapitres distincts. Il y a le théâtre rasoir (Deadly), le théâtre sacré (Holy), le théâtre brut (Rough) et le théâtre immédiat (Immediate),.

### Le théâtre rasoir
C'est dans ce chapitre qu'il définit le théâtre avec l'incipit devenu célèbre : « Je peux prendre n’importe quel espace vide et l’appeler une scène nue. Un homme traverse cet espace vide tandis que quelqu’un d’autre le regarde, et c’est tout ce qu’il faut pour qu’un acte de théâtre s’engage »,.
Il analyse ensuite le premier genre de théâtre qu'il a défini, le théâtre rasoir. L'auteur le juge sclérosé. Il ne se centre que sur les textes, sur la tradition et s'estime proportionnellement à la quantité d'ennui qu'il procure au spectateur. C'est, pour lui, un « théâtre de musée ».

### Le théâtre sacré
Le théâtre sacré s'oppose au théâtre rasoir. Il se développe en estimant que le théâtre rasoir a perdu la valeur sacrée de la création. Le théâtre sacré cherche alors à la retrouver à l'aide de codes anciens et à ainsi à rendre l'invisible visible.

### Le théâtre brut
Le théâtre brut, contrairement aux deux précédents, s'ancre dans le présent. C'est un théâtre contestataire et politique, populaire et, dans la forme, proche du cirque ou du happening. Cependant, Peter Brook trouve que ce théâtre manque de nuance, de profondeur et d'ouverture sur les possibilités de la représentation.

### Le théâtre immédiat
Ce dernier théâtre est celui que prône Peter Brook. Il estime que l'espace vide est nécessaire à sa réalisation. Ainsi, l'espace vide devient un espace à remplir physiquement et symboliquement, source de la création théâtrale. C'est un théâtre en perpétuelle recherche de sens, en questionnement sur lui-même. Ce n'est pas un théâtre qui se fige dans une forme définitive, il est en constante évolution. Il faut que les artistes remettent en question chaque jour les découvertes des répétitions précédentes, comme si la pièce leur échappait. Brook désire aussi un théâtre très proche du public. Il s’est d’ailleurs beaucoup inspiré du théâtre de la cruauté d’Antonin Artaud, qui aspire à un contact direct avec le spectateur, faisant partie intégrante de la création artistique globale.

## Traductions
- Christine Estienne et Franck Fayolle, Éditions du Seuil, 2014